# Konkomitanz
Konkomitanz ist die aus der Scholastik stammende Vorstellung, dass bei der Feier der Eucharistie die Totalität des sakramental gegenwärtigen Herrn gegeben ist, und zwar so, dass in der Gestalt des Leibes Christi das Blut Christi enthalten sei und umgekehrt. Der Kommunikant empfange somit mit der Hostie auch das Blut Christi und umgekehrt. Dadurch erklärt und legitimiert sich die in der katholischen Kirche seit dem 12. Jh. verbreitete Praxis, dass bei der Kommunion zwar immer der Priester aus dem Kelch trinkt, aber die Gemeinde meist nur unter der Gestalt des Brotes kommuniziert.
Gründe für die Kommunion unter einer Gestalt (communio sub una specie) der Gemeinde liegen vorwiegend auf dem Gebiet der Praktikabilität. „Gründe, die die Spendung sub una specie begünstigten, waren v. a. Ehrfurchtsriten, die Sorge um Verunehrung des Sakraments und praktische Probleme der Spendung (speziell bei Erkrankten, bei denen Erbrechen zu befürchten war), die aus der Ostkirche übernommene Tradition der Präsanktifikaten-Liturgie (insb. Kommunion nur des Leibes Christi vom Zelebranten im Karfreitagsgottesdienst [...]) sowie die vor besondere Herausforderung stellende dauerhafte Aufbewahrung des konsekrierten Weines. Ps.-Thomas von Aquin, De sacramento altaris, cap. 20 (ed. Parma 17, 172), ergänzt noch die Schwierigkeit der Beschaffung kostbarer Gefäße, die Gefahr der Verschüttung bei großem Volksandrang sowie die Verhütung von Irrglauben.“
Die Hussiten, Luther und andere Reformatoren führten in ihren Gemeinden den Laienkelch wieder ein, so dass in der lutherischen Kirche die Gemeinde mit Brot und Wein Leib und Blut Christi gereicht bekommt (communio sub utraque specie). Gleichwohl hält auch die lutherische Theologie an der Konkomitanz fest. Der totus Christus („der ganze Christus“) wird unter Leib und Blut empfangen. Eine Trennung wird abgelehnt.